# Condado de Sarria
El condado de Sarria es un título nobiliario extinto de la Corona de Castilla concedido por primera vez a principios del siglo XIV por el rey Alfonso XI de Castilla, y que hace referencia al municipio de Sarria, en la provincia de Lugo (Galicia). 

## Historia

### El condado en los reinados de Alfonso XI y Pedro I de Castilla (1312-1369)

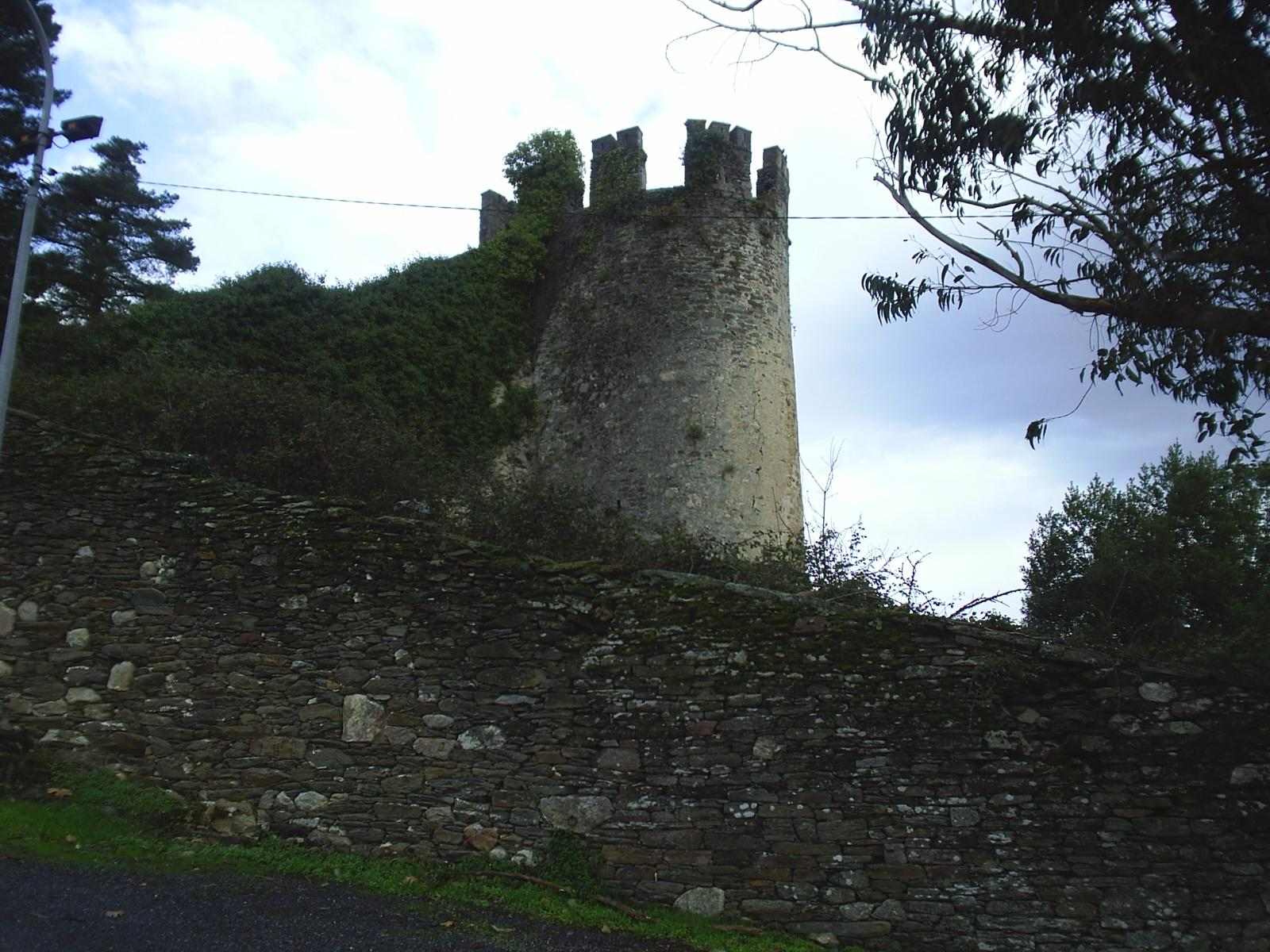
Torre del Batallón del castillo de Sarria (provincia de Lugo).

Según Francisco de Moxó, Alfonso XI nombró en 1325 a su privado Álvar Núñez Osorio, que era hijo de Álvar Rodríguez Osorio, ricohombre del leonés y señor de Villaornate, y de Elvira Núñez, conde de Trastámara, Lemos y Sarria, aunque según otros autores recibió esos títulos en 1327. Pero en 1329 fue asesinado por orden de Alfonso XI, y a su muerte todos sus títulos y posesiones volvieron al realengo.
En 1345, según González Crespo, el rey Alfonso XI de Castilla concedió los condados de Trastámara, Lemos y Sarria a su hijo Enrique de Trastámara, que llegaría a reinar en Castilla como Enrique II y que ya desde mayo de 1335 confirmó en los privilegios de la época como señor de Cabrera y Ribera. Además, Enrique de Trastámara nació en 1334 fruto de la relación extramatrimonial del rey Alfonso XI con la célebre Leonor de Guzmán, aunque Moxó y Montoliu afirmaba que es «difícil» averiguar cuándo recibió el triple título condal, aunque sí indicó que debió recibirlo en algún momento comprendido entre los años 1334 y 1350, fecha esta última en la que falleció su padre, el rey Alfonso XI.
El 20 de junio de 1360, durante la Guerra Civil Castellana, el rey Pedro I de Castilla entregó las villas de Sarria, Otero de Rey y San Julián, que pertenecían a su hermanastro Enrique de Trastámara, al célebre Fernán Ruiz de Castro, apodado toda la lealtad de España, ya que Enrique se había rebelado contra el monarca y había sido desposeído de todos sus títulos y posesiones.
 

Hallándose Pedro I de Castilla en la ciudad de Santiago de Compostela, el 27 de junio de 1366 nombró a Fernán Ruiz de Castro conde de Trastámara, Lemos y Sarria y adelantado mayor de León, aunque Pardo de Guevara y Valdés señaló que «en realidad» el monarca sólo sumó a los señoríos que Fernán Ruiz había heredado de su padre, Pedro Fernández de Castro, los que pertenecían a Enrique de Trastámara, que había sido declarado traidor por el rey.

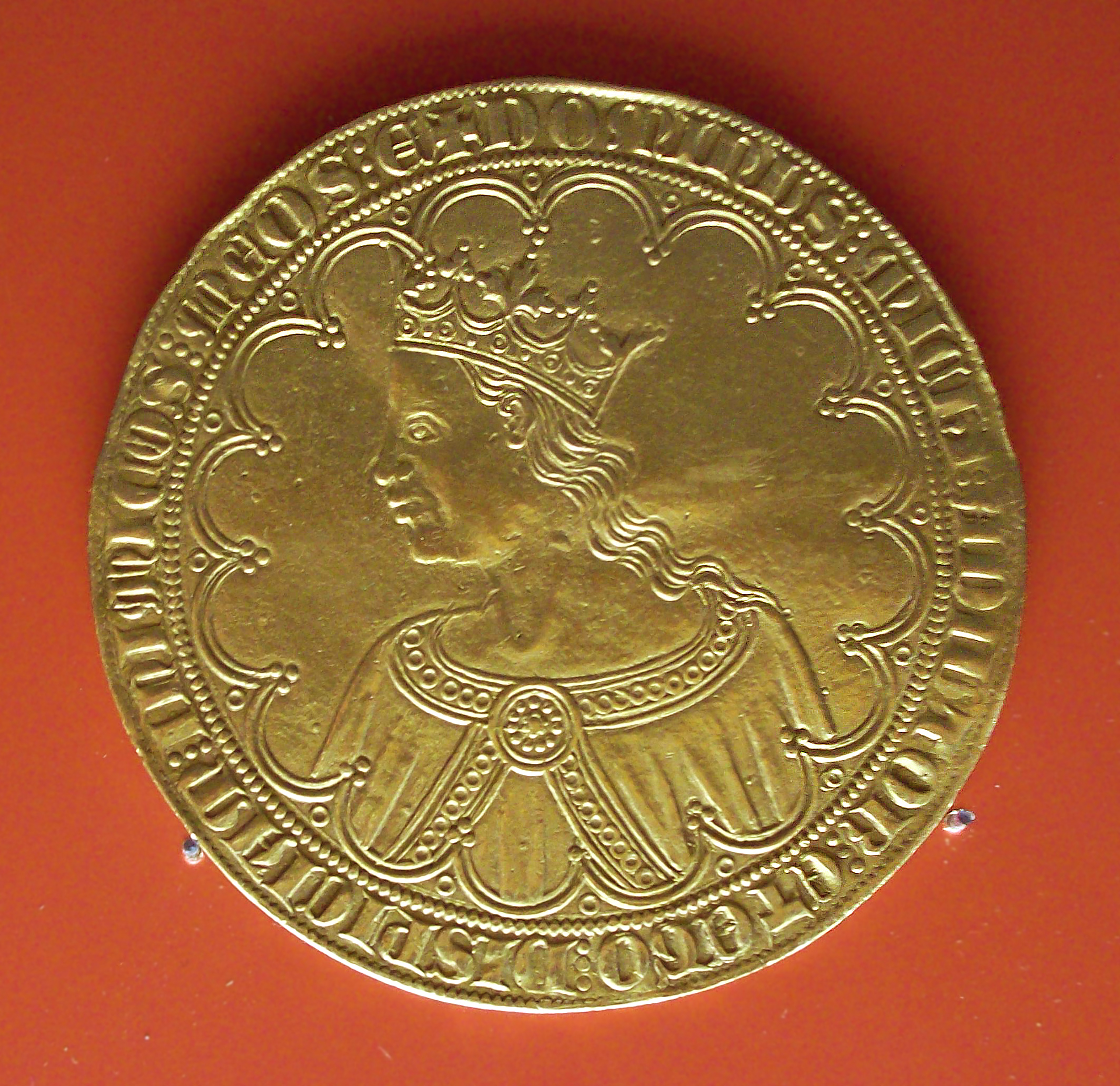
Gran dobla o dobla de a diez de Pedro I de Castilla acuñada en Sevilla en 1360. (M.A.N., Madrid).

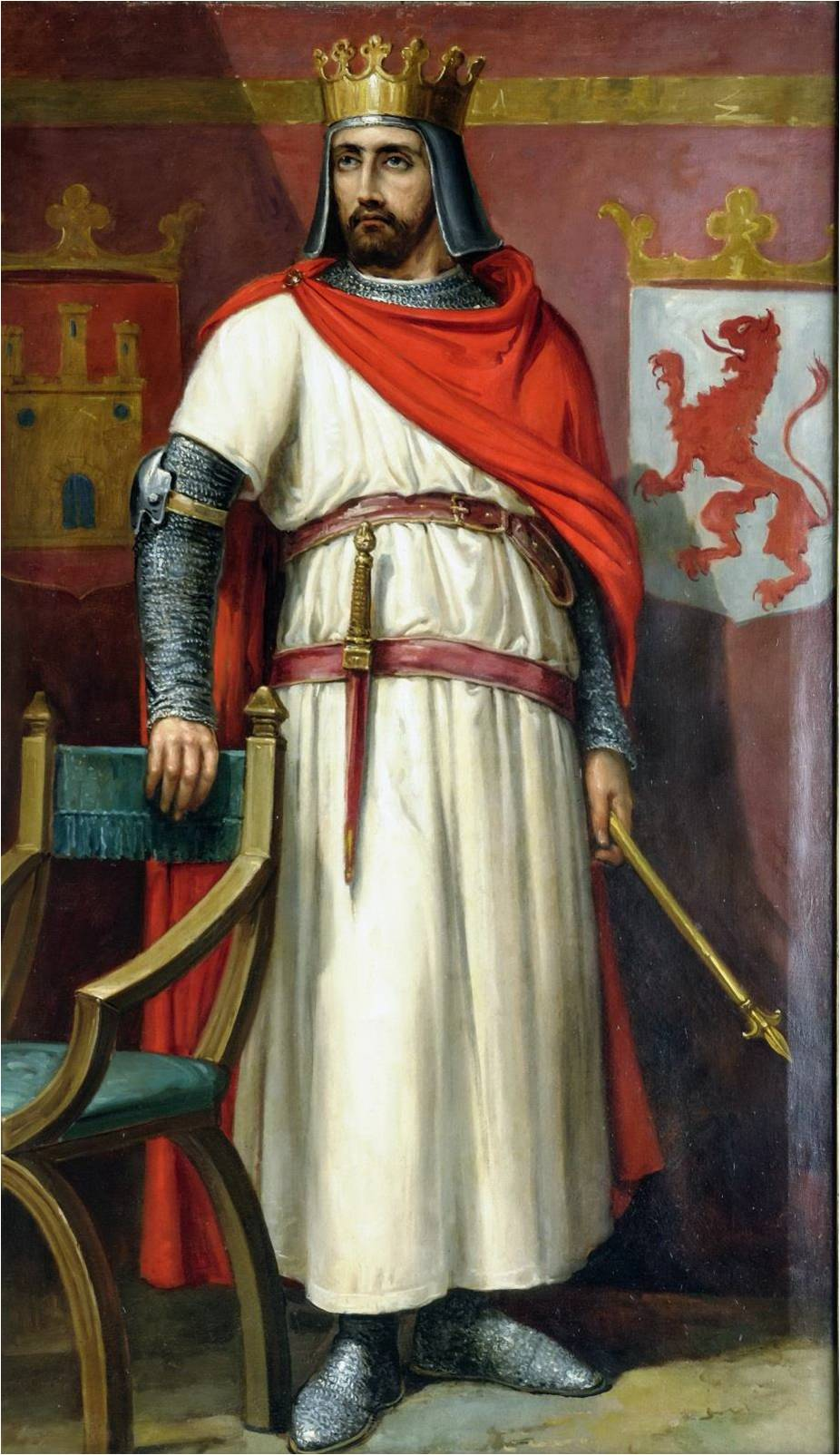
Retrato imaginario de Enrique II de Castilla. José María Rodríguez de Losada. (Ayuntamiento de León).

Alfred Morel-Fatio señaló que Enrique de Trastámara apareció siempre confirmando en los documentos como «fijo del muy noble rey D. Alfonso, conde de Trastámara, de Lemos et de Sarria, et señor de Noreña etc.» hasta que fue proclamado rey de Castilla en Calahorra en marzo de 1366 y posteriormente coronado en Burgos en junio del mismo año.
La concesión por parte de Pedro I del triple título condal de Trastámara, Lemos y Sarria a Fernán Ruiz de Castro, como señaló Pardo de Guevara y Valdés, probablemente tuvo lugar tras los «sucesos de Toro», entre 1355 y 1356 y finalizaron en este último año con la toma de la ciudad por las tropas de Pedro I. Dicho autor afirmó que posiblemente la tardía concesión otorgada en junio de 1366 se debía a que el monarca no disponía de los sellos de su cancillería cuando la otorgó.

Aproximadamente en abril de 1366, según algunos autores, Enrique de Trastámara concedió el triple título de conde de Trastámara, Lemos y Sarria al célebre Bertrand du Guesclin, que llegaría a ser condestable de Francia. Y aunque la mayoría de los historiadores afirman que se le concedió el título de conde, en sendos documentos de enero y septiembre de 1367 dicho personaje es mencionado con el de duque de Trastámara. Pero la derrota de Enrique de Trastámara en la batalla de Nájera, que se libró en 1367, supuso el retorno a Francia de Bertrand du Guesclin y la pérdida de todos esos títulos, si bien en 1369 fue recompensado por Enrique II con los ducados de Molina y Soria, que disfrutaría efímeramente.

### El condado en la época de los Trastámaras (1369-1430)
En 1371, según la mayoría de los historiadores, el rey Enrique II nombró a su sobrino Pedro Enríquez de Castilla, que era hijo ilegítimo de Fadrique Alfonso de Castilla, maestre de la Orden de Santiago, y nieto del rey Alfonso XI, conde de Trastámara, Lemos y Sarria, aunque otros autores afirmaron que seguramente recibió el nombramiento antes de ese año, y otros más antiguos indicaron que lo fue en 1367 o en 1370.
Pero lo fundamental, como señaló Pardo de Guevara y Valdés, es que a principios de la década de 1370 el conde Pedro Enríquez, gracias a las grandes mercedes que recibió del rey especialmente en el reino de Galicia, pasó a ser el «indiscutible abanderado» de los nobles de ese territorio y el magnate «más poderoso» o «gran señor» de Galicia, en palabras de otros autores. Su condición de miembro de la familia real le convertía también en el «representante» de la realeza en Galicia, como señaló Muñoz Gómez.
Curiosamente, fray Malaquías de la Vega consignó en su Cronología de los Jueces de Castilla que fue en 1376 cuando el rey Enrique II, aunque sin mencionar el título de conde, le cedió a Pedro Enríquez la villa de Sarria junto con «sus pueblas, e alfoz, e términos, e jurisdicción e vasallos, rentas, pechos e derechos», pero en un documento de mayo de 1372, expedido en la ciudad de Santiago de Compostela y citado por Pardo de Guevara y Valdés, el conde Pedro Enríquez ya es mencionado como «conde de Trastámara, de Lemos e de Sarria, del Bollo e de Viana, e señor de Robreda e pertiguero mayor de Santiago».
  

A la muerte del conde Pedro Enríquez en la ciudad de Orense el 2 de mayo de 1400, su hijo Fadrique Enríquez de Castilla heredó los condados de Trastámara y Lemos y el señorío de Sarria, entre otros muchos, como señaló Franco Silva, y fray Malaquías de la Vega indica que el 22 de mayo de 1400 el rey Enrique III de Castilla confirmó al duque Fadrique Enríquez el título de conde de Trastámara, y ese historiador basó sus afirmaciones, como destaca Muñoz Gómez, en numerosos documentos desaparecidos del antiguo archivo de los condes de Lemos.

Escudo de armas del conde Pedro Enríquez y de su hijo, el duque Fadrique Enríquez.

Además, Fadrique Enríquez siempre confirmó en los privilegios de la época con los títulos de conde de Trastámara, Lemos y Sarria, heredados de su padre, y en 1423 fue nombrado también duque de Arjona y pertiguero mayor de Santiago, aunque en 1429 fue apresado por orden del rey Juan II de Castilla y despojado de todos sus títulos y posesiones.
Tras el arresto del duque Fadrique, sus villas de Monforte de Lemos y Sarria, entre otras, fueron entregadas por el rey al célebre Álvaro de Luna, que llegó a ser condestable de Castilla y maestre de la Orden de Santiago, aunque Franco Silva no mencionó que el condestable recibiera el título de conde de Sarria, sino exclusivamente la villa. El duque Fadrique murió a finales de marzo de 1430 en el castillo de Peñafiel con sospechas de haber sido asesinado por orden del rey, aunque otros afirman que falleció por causas naturales.
El rey Juan II de Castilla entregó el 5 de julio de 1445 a Pedro de Luna, que era hijo del condestable Álvaro de Luna, aunque sin el título de conde, las villas de Sarria, Neyra, Triacastela, Otero de Rey, Castro de Rey, la Puebla de Adán y la Puebla de San Julián, que habían pertenecido al duque Fadrique Enríquez. Pero en 1453 el condestable Álvaro de Luna fue ejecutado por orden de Juan II de Castilla, y el 31 de julio de 1359 Pedro Álvarez Osorio compró a Pedro de Luna todas esas villas por 3500 doblas de oro castellanas, lo que demuestra en opinión de Pardo de Guevara y Valdés el «escaso interés» que el hijo del difunto maestre de Santiago tenía por conservar esas posesiones. Franco Silva afirma que la venta mencionada anteriormente no se realizó en 1459, sino el 25 de agosto de 1458 y por una suma de 1500 doblas de oro castellanas, señalando asimismo que el rey Enrique IV de Castilla la confirmó el 29 de marzo de 1471.

## Condes de Sarria
- Álvar Núñez Osorio (m. 1329). Llegó a ser privado de Alfonso XI, señor de Cabrera y Ribera, mayordomo mayor del rey Alfonso XI, merino mayor de León y Asturias, justicia mayor de la Casa del Rey, camarero mayor del rey, adelantado mayor de la frontera de Andalucía, pertiguero mayor de Santiago[3] y freire de la Orden de San Juan de Jerusálen.[39]Sepulcro del rey Enrique II de Castilla. (Capilla de los Reyes Nuevos de la catedral de Toledo).

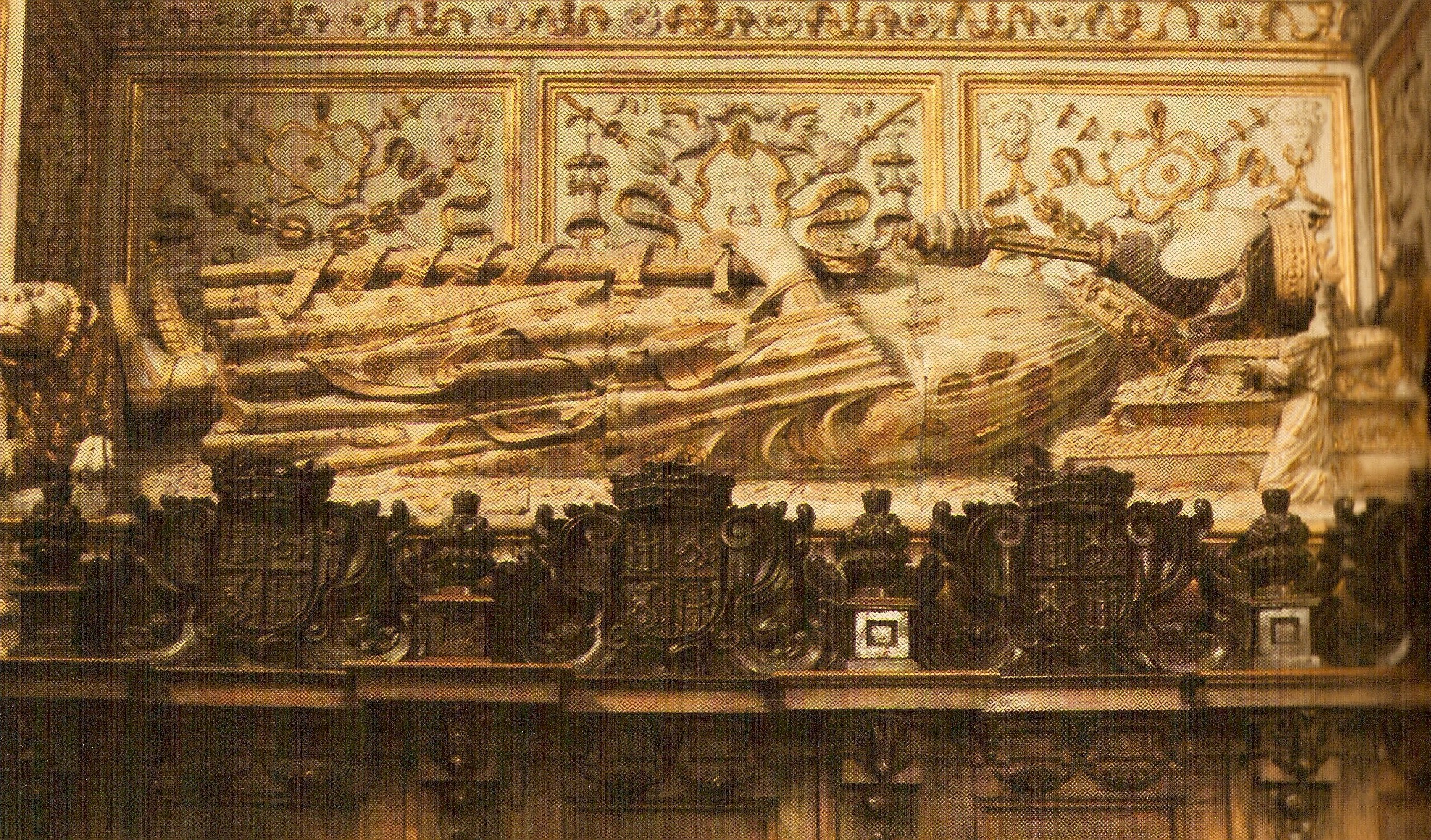
Sepulcro del rey Enrique II de Castilla. (Capilla de los Reyes Nuevos de la catedral de Toledo).

- Enrique de Trastámara (1334-1379). En 1369, tras la batalla de Montiel, asesinó a su hermanastro Pedro I,[40] y desde entonces ocupó el trono castellano con el nombre de Enrique II hasta su muerte, ocurrida a finales de mayo de 1379.[41]
- Fernán Ruiz de Castro (m. c. 1377). Fue señor de la Casa de Castro, conde de Trastámara, Lemos y Sarria, alférez del rey Pedro I de Castilla, pertiguero mayor de Santiago y adelantado mayor simultáneamente, de León, Asturias y Galicia.[42]
- Bertrand du Guesclin (m. 1380). Llegó a ser condestable de Francia y duque de Molina y Soria.
- Pedro Enríquez de Castilla (m. 1400). Fue conde de Trastámara, Lemos, Sarria, Viana y El Bollo,[43] condestable de Castilla, pertiguero mayor de Santiago[43] y comendero mayor del obispado de Mondoñedo y de otros muchos monasterios gallegos.[44] Y también fue señor, entre otras muchas villas, de Traba, Castro Caldelas,[44] Ponferrada, Villafranca del Bierzo, Alba de Tormes y Paredes de Nava.[45]
- Fadrique Enríquez de Castilla (1388-1430). Hijo y heredero del anterior. En 1423 fue nombrado duque de Arjona por el rey Juan II de Castilla[29][46] y pertiguero mayor de Santiago por el arzobispo de Santiago de Compostela,[47] Lope de Mendoza.[30]